# Ochrosia hexandra
Ochrosia hexandra är en oleanderväxtart som beskrevs av Gen-Iti Koidzumi. Ochrosia hexandra ingår i släktet Ochrosia och familjen oleanderväxter. Inga underarter finns listade i Catalogue of Life.